# 德川宗睦
德川宗睦（日语：／ Tokugawa Munechika，1733年10月27日—1800年1月14日），日本江戶時代後期大名，尾張藩第九代藩主、御三家之一尾張德川家第九代當主。尾張藩第八代藩主德川宗勝次子，母親為側室一色氏（英嚴院），正室為近衛家久之女好君（転陵院）。幼名熊五郎。官位為從二位權大納言。

## 生平
寶曆11年（1761年）6月22日、父親德川宗勝逝世、身為次子的德川宗睦繼任為尾張藩藩主。宗睦與父親宗勝一樣具備才幹。
德川宗睦繼續了宗勝的政策，藩政收入一度好轉。此外他的治水工事及開墾農田取得成功，被稱為尾張藩「中興之祖」。但其後在宗睦晚年時又因天災而財政惡化。天明3年（1783年），宗睦創立藩校明倫堂得使教育普及。
寬政11年（1799年）12月20日、當時67歳的德川宗睦去世。因他的長子德川治休及次子德川治興均已先後去世，導致義直的直系血統滅亡。1800年1月尾張藩第十任藩主由德川宗睦的養嗣子一橋德川家的德川齊朝繼承。
德川宗睦的法號為天祥院殿鑒譽峻德源明大居士。